# Harry H. Hess Medal
Die Harry H. Hess Medal ist eine Auszeichnung der American Geophysical Union für herausragende Leistungen bei der Erforschung der Zusammensetzung und Evolution der Erde und der Planeten (outstanding achievements in research on the constitution and evolution of the Earth and other planets).
Sie  wird seit 1985 verliehen und ist nach dem Geophysiker Harry H. Hess benannt.

## Preisträger
- 1985 Gerald J. Wasserburg
- 1987 Julian R. Goldsmith
- 1989 A. G. W. Cameron
- 1991 George Wetherill
- 1993 Alfred E. Ringwood
- 1995 Edward Anders
- 1996 Thomas J. Ahrens
- 1997 Stanley Hart
- 1998 David J. Stevenson
- 1999 Ikuo Kushiro
- 2001 Albrecht W. Hofmann
- 2002 Gerald Schubert
- 2003 David L. Kohlstedt
- 2004 Adolphe Nicolas
- 2005 Sean Solomon
- 2006 Alexandra Navrotsky
- 2007 Michael John O’Hara
- 2008 H. Jay Melosh
- 2009 Frank M. Richter
- 2010 David Walker
- 2011 Henry Dick
- 2012 Maria T. Zuber
- 2013 Bernard Wood
- 2014 Donald J. DePaolo
- 2015 Claude P. Jaupart
- 2016 Alex Halliday
- 2017 Roberta L. Rudnick
- 2018 Timothy L. Grove
- 2019 Richard J. Walker
- 2020 Donald Bruce Dingwell
- 2021 Peter B. Kelemen
- 2022 Janne Blichert-Toft
- 2023 Catherine A. McCammon
- 2024 Greg Hirth